# Imperativismo
Nel diritto, il positivismo è una corrente di pensiero, introdotta da John Austin, in cui la norma giuridica è concepita come un "comando" e che questa fosse l'unica vera espressione del diritto. Secondo questa teoria, affine al positivismo giuridico di cui per molti ne costituirebbe una branca, partendo dal presupposto che il diritto sia una scienza come lo sono le scienze naturali, questo deve desumere esclusivamente da manifestazioni concrete e quindi solo nella norma (diritto positivo) escludendo qualsiasi altra fonte. Pertanto, i sostenitori dell'imperativismo negano qualsiasi possibilità di riconoscere il diritto naturale come strumento giuridico.